# Буркина-Фасо на летних Олимпийских играх 2024

## Квалификация
| № п/п | Вид спорта      | Мужчины        | Мужчины                | Женщины        | Женщины                | Всего          | Всего                  |
| № п/п | Вид спорта      | Завоевано квот | Количество спортсменов | Завоевано квот | Количество спортсменов | Завоевано квот | Количество спортсменов |
| ----- | --------------- | -------------- | ---------------------- | -------------- | ---------------------- | -------------- | ---------------------- |
| 1     | Велоспорт       |                |                        | 1              | 1                      | 1              | 1                      |
| 2     | Лёгкая атлетика | 1              | 1                      | 1              | 1                      | 2              | 2                      |
| 3     | Тхэквондо       | 2              | 2                      |                |                        | 2              | 2                      |
|       | ИТОГО           | 3              | 3                      | 2              | 2                      | 5              | 5                      |

## Медали
| Медаль | Спортсмен(ы) | Вид спорта | Дисциплина | Дата |
| ------ | ------------ | ---------- | ---------- | ---- |

| Вид спорта | 1 | 2 | 3 | Всего |

| Медали по датам | Медали по датам | Медали по датам | Медали по датам | Медали по датам | Медали по датам |
| --------------- | --------------- | --------------- | --------------- | --------------- | --------------- |
| Дата            | 1               | 2               | 3               | Всего           |                 |

## Состав команды
Велоспорт
 Шоссейный велоспорт
1. Квота1

 Лёгкая атлетика
1. Юг Фабрис Занго
2. Марте Коала

 Тхэквондо
1. Ибрагим Маига[англ.]
2. Файсал Савадого[англ.]

## Велоспорт

### Шоссейные велогонки
Буркина-Фасо получила одно место в женской групповой гонках на шоссе по результатам  Чемпионата Африки по шоссейным велогонкам 2023 года в Аккре, Гана.
| Спортсмен | Дисциплина      | Время | Место |
| --------- | --------------- | ----- | ----- |
|           | Групповая гонка |       |       |

## Легкая атлетика
Легкоатлеты Буркина-Фасо выполнили нормативы для участия в Играх 2024 года, пройдя прямую квалификацию или по мировому рейтингу, в следующих соревнованиях (максимум по 3 спортсмена в каждом):
Технические дисциплины
| Спортсмен       | Дисциплина             | Полуфиналы | Полуфиналы | Финал     | Финал |
| Спортсмен       | Дисциплина             | Результат  | Место      | Результат | Место |
| --------------- | ---------------------- | ---------- | ---------- | --------- | ----- |
| Юг Фабрис Занго | Мужчины тройной прыжок |            |            |           |       |
| Марте Коала     | Женщины прыжки в длину |            |            |           |       |

## Тхэквондо
Буркина-Фасо завоевала два места в мужском турнире по результатам Африканского квалификационного турнира 2024 года в Дакаре, Сенегал.
| Спортсмен       | Дисциплина       | Квалификация       | 1/8 финала         | Четвертьфиналы     | Полуфиналы         | Утеш. поединки     | Финал/За 3 место   | Финал/За 3 место |
| Спортсмен       | Дисциплина       | Соперник Результат | Соперник Результат | Соперник Результат | Соперник Результат | Соперник Результат | Соперник Результат | Место            |
| --------------- | ---------------- | ------------------ | ------------------ | ------------------ | ------------------ | ------------------ | ------------------ | ---------------- |
| Ибрагим Маига   | Мужчины до 68 кг |                    |                    |                    |                    |                    |                    |                  |
| Файсал Савадого | Мужчины до 80 кг |                    |                    |                    |                    |                    |                    |                  |